# Pingvin Island
Pingvin Island (russisch Пингвин Pingwin, deutsch ‚Pinguin‘) ist eine kleine Insel vor der Leopold-und-Astrid-Küste des ostantarktischen Prinzessin-Elisabeth-Lands. Sie liegt vor dem nordwestlichen Rand des West-Schelfeises in der Davis-See.
Sowjetische Wissenschaftler, die sie zwischen 1956 und 1957 erstmals kartierten, nahmen die Benennung vor. Das Advisory Committee on Antarctic Names übertrug diese 1962 in angepasster Form ins Englische. In manchen Quellen wird die Existenz dieser Insel bezweifelt.